# Michał Mak
Michał Mak (ur. 14 listopada 1991 w Suchej Beskidzkiej) – polski piłkarz, występujący na pozycji pomocnika.

## Kariera klubowa
Po okresie gry w juniorskich drużynach klubów: Babia Góra Sucha Beskidzka, Wisła Kraków oraz Stadion Śląski Chorzów, Michał Mak wraz ze swym bratem bliźniakiem Mateuszem, trafił na początku 2010 roku do drugoligowego Ruchu Radzionków, z którym awansował do pierwszej ligi w sezonie 2009/2010. W trakcie sezonu 2011/2012 przeszedł do występującego w Ekstraklasie GKS-u Bełchatów. 1 lipca 2015 podpisał czteroletni kontrakt z polskim klubem Lechia Gdańsk. Z gdańskim klubem zdobył Puchar Polski 2018/2019.
W dniu 23 maja 2019 przedstawiciele Wisły Kraków ogłosili podpisanie z zawodnikiem rocznej umowy z możliwością przedłużenia kontraktu o kolejny sezon. Mak został drugim transferem krakowskiego zespołu przed rozpoczęciem 94. edycji oficjalnych mistrzostw Polski w piłce nożnej mężczyzn.
8 maja 2022 roku odszedł z Górnika Łęczna; w sezonie 2021/2022 zagrał dla niego 24 mecze w Ekstraklasie 10 lipca 2022 roku ogłoszono jego dołączenie do beniaminka III ligi Wieczystej Kraków. W sezonie 2023/2024 awansował z nim do II ligi, odszedł po jego zakończeniu.

## Kariera reprezentacyjna
Zanotował jeden występ w reprezentacji Polski U-21; 6 czerwca 2011 roku w spotkaniu z Grecją U-21.

## Statystyki

### Klubowe
(aktualne na dzień 10 sierpnia 2019)
| Klub               | Sezon              | Liga               | Liga  | Liga   | Puchar Polski | Puchar Polski | Suma  | Suma   |
| Klub               | Sezon              | Liga               | Mecze | Bramki | Mecze         | Bramki        | Mecze | Bramki |
| ------------------ | ------------------ | ------------------ | ----- | ------ | ------------- | ------------- | ----- | ------ |
| Ruch Radzionków    | 2009/10            | II liga            | 1     | 0      | –             | –             | 1     | 0      |
| Ruch Radzionków    | 2010/11            | I liga             | 14    | 0      | –             | –             | 14    | 0      |
| Ruch Radzionków    | 2011/12            | I liga             | 19    | 3      | 1             | 0             | 20    | 3      |
| Ruch Radzionków    | Ogólnie            | Ogólnie            | 35    | 3      | 1             | 0             | 35    | 3      |
| GKS Bełchatów      | 2011/12            | Ekstraklasa        | 5     | 0      | –             | –             | 5     | 0      |
| GKS Bełchatów      | 2012/13            | Ekstraklasa        | 10    | 2      | 1             | 0             | 11    | 2      |
| GKS Bełchatów      | 2013/14            | I liga             | 32    | 15     | 1             | 0             | 33    | 15     |
| GKS Bełchatów      | 2014/15            | Ekstraklasa        | 34    | 2      | 3             | 2             | 37    | 4      |
| GKS Bełchatów      | Ogólnie            | Ogólnie            | 86    | 21     | 5             | 2             | 86    | 21     |
| Lechia Gdańsk      | 2015/16            | Ekstraklasa        | 23    | 6      | 2             | 1             | 25    | 7      |
| Lechia Gdańsk      | 2016/17            | Ekstraklasa        | 5     | 0      | 0             | 0             | 5     | 0      |
| Lechia Gdańsk      | 2018/19            | Ekstraklasa        | 19    | 2      | 3             | 1             | 22    | 3      |
| Lechia Gdańsk      | Ogólnie            | Ogólnie            | 47    | 8      | 5             | 2             | 52    | 10     |
| Arminia Bielefeld  | 2016/17            | 2. Bundesliga      | 1     | 0      | 0             | 0             | 1     | 0      |
| Arminia Bielefeld  | Ogólnie            | Ogólnie            | 1     | 0      | 0             | 0             | 1     | 0      |
| Śląsk Wrocław      | 2017/18            | Ekstraklasa        | 7     | 1      | 1             | 0             | 8     | 1      |
| Śląsk Wrocław      | Ogólnie            | Ogólnie            | 7     | 1      | 1             | 0             | 8     | 1      |
| Wisła Kraków       | 2019/20            | Ekstraklasa        | 4     | 0      | 0             | 0             | 4     | 0      |
| Wisła Kraków       | Ogólnie            | Ogólnie            | 4     | 0      | 0             | 0             | 4     | 0      |
| Ogólnie w karierze | Ogólnie w karierze | Ogólnie w karierze | 180   | 33     | 12            | 4             | 192   | 37     |

## Sukcesy

### Klubowe
Ruch Radzionków
- Mistrzostwo II ligi (1x): 2009/2010

Lechia Gdańsk
- Puchar Polski: 2018/2019

### Wieczysta Kraków
- Mistrzostwo III ligi: 2023/2024